# Joe Jones
Joe Jones (* 12. August 1926 in New Orleans; † 27. November 2005 in Los Angeles) war ein amerikanischer Rhythm-and-Blues-Sänger.

## Leben
Nach seinem Militärdienst in der US Navy studierte Jones Musik am Juilliard Conservatory of Music. Nach dem Studium war er als Pianist und Arrangeur für BB King tätig. Seine Debüt-Solo-Single war Will Call im Jahr 1954 und seine Single You talk too much erreichte 1960 Platz 3 der US-Charts.
Jones war Entdecker und später Manager der Dixie Cups. Im Jahr 1973 ging er nach Los Angeles, wo er seinen eigenen Musikverlag gründete. Jones starb nach einer Bypass-Operation am 27. November 2005 im Alter von 79 Jahren in Los Angeles.

## Diskografie

### Alben
- 1961: You Talk Too Much

### Singles
- 1954: Will Call / Adam Bit The Apple
- 1956: You Done Me Wrong / When Your Hair Has Turned To Silver
- 1958: The Prisoner’s Song / To Prove My Love To You
- 1958: Every Night About Eight / A-Tisket A-Tasket
- 1960: You Talk Too Much / I Love You Still
- 1960: One Big Mouth (Two Big Ears) / Here’s What You Gotta Do
- 1961: (I’ve Got A) Uh Uh Wife / The Big Mule
- 1961: California Sun / Please Don’t Talk About Me When I'm Gone
- 1964: California Sun / A Tisket, A Tasket